# Euproctis
Cet article concerne le genre synonyme Cataphractes. Pour les autres sens du mot cataphractes, voir cataphracte.
Genre
Euproctis est un genre de lépidoptères (papillons) de la famille des Erebidae et de la sous-famille des Lymantriinae. Ses chenilles peuvent causer d'importants dégâts aux feuillus. 

## Systématique
Le genre Euproctis a été décrit par l'entomologiste allemand Jakob Hübner en 1819
Son espèce type est Euproctis chrysorrhoea (Linnaeus, 1758).

### Synonymes
- Leucoma Hübner, 1806[2] Attention Leucoma Hübner, 1822 est un genre valide[3].
- Porthesia Stephens, 1828 [4]
- Dulichia Walker, 1855[5]
- Lopera Walker, 1855[6]
- Urocoma Herrich-Schäffer, 1858[7]
- Ela Walker, 1862
- Cataphractes Felder, 1874[8]
- Tearosoma Felder, 1874[9]
- Pygetera Kirby, 1892[10]
- Euproctilla Aurivillius, 1904[11]
- Euproctillina Hering, 1926[12]
- Euproctillopsis Hering, 1926[13]
- Meteuproctis Matsumura, 1927
- Knappetra Nye, 1980[14]
- Sphrageidus Maes, 1984[15]
- Viettema Griveaud, 1977[16]

### Taxinomie
Liste des espèces
- Euproctis apoblepta Collenette, 1953
- Euproctis acatharta Turner, 1906
- Euproctis acrita Joicey & Talbot, 1917
- Euproctis actor Turner, 1920
- Euproctis aganopa Turner, 1921
- Euproctis albocillata Bethune-Baker, 1904
- Euproctis albolyclene Holloway, 1999
- Euproctis amagethes Collenette, 1930
- Euproctis anisozyga Collenette, 1955
- Euproctis annulipes (Boisduval, 1833)
- Euproctis anomoeoptena Collenette, 1932
- Euproctis anthorrhoea Kollar, 1848
- Euproctis apatetica Collenette, 1930
- Euproctis aresca Collenette, 1955
- Euproctis arfaki Bethune-Baker, 1910
- Euproctis asaphobalia Collenette, 1932
- Euproctis aspersum Felder, 1874
- Euproctis aurantiicolor Rothschild, 1915
- Euproctis bakeri Collenette, 1932
- Euproctis baliolalis (Swinhoe, 1892)
- Euproctis basalis  (Moore, 1879)
- Euproctis bicolor Walker, 1855
- Euproctis bisecta Rothschild, 1915
- Euproctis brunneipicta Collenette, 1930
- Euproctis celebesica Strand, 1915
- Euproctis chlora Joicey & Talbot, 1917
- Euproctis chlorogaster Collenette, 1938
- Euproctis chlorospila Joicey & Talbot, 1917
- Euproctis chrysophaea Walker, 1865
- Euproctis chrysorrhoea Linnaeus, 1758
- Euproctis citrinula van Eecke, 1928
- Euproctis crocea Walker, 1865
- Euproctis depauperata Mabille, 1880
- Euproctis dichroa Felder, 1861
- Euproctis diselena Collenette, 1932
- Euproctis dispersa  (Moore, 1879)
- Euproctis disphena Collenette, 1930
- Euproctis edwardsii Newman, 1856
- Euproctis emilei Griveaud, 1973
- Euproctis emprepes Turner, 1931
- Euproctis epaxia Turner, 1906
- Euproctis epidela Turner, 1906
- Euproctis eurybia Collenette, 1959
- Euproctis euthysana Turner, 1902
- Euproctis faceta Swinhoe, 1903
- Euproctis fasciata Walker, 1855
- Euproctis fervida (Walker, 1863)
- Euproctis fimbriata Lucas, 1891
- Euproctis flavicaput Bethune-Baker, 1904
- Euproctis flavipunctata Bethune-Baker, 1916
- Euproctis fleuriotii (Guérin-Méneville, 1862)
- Euproctis fusca Rothschild, 1915
- Euproctis fusipennis Walker, 1862
- Euproctis galactopis Turner, 1902
- Euproctis gilvivirgata Collenette, 1932
- Euproctis habbema Collenette, 1955
- Euproctis hemicneca Collenette, 1955
- Euproctis hemigenes Collenette, 1932
- Euproctis holdingii Felder, 1874
- Euproctis holoxutha Turner, 1902
- Euproctis huntei Warren, 1903
- Euproctis hylaena Collenette, 1955
- Euproctis hymnolis Turner, 1921
- Euproctis hypocloa Collenette, 1932
- Euproctis idonea Swinhoe, 1903
- Euproctis incommoda Butler, 1882
- Euproctis insulata Wileman, 1910
- Euproctis iseres Collenette, 1955
- Euproctis juliettae Griveaud, 1973
- Euproctis kamburonga Holloway, 1976
- Euproctis kunupi Collenette, 1938
- Euproctis lativitta  (Moore, 1879)
- Euproctis lemuria Hering, 1926
- Euproctis leonina Turner, 1903
- Euproctis limbalis Herrich-Schäffer, 1855
- Euproctis limonea (Butler, 1882)
- Euproctis lipara Collenette, 1930
- Euproctis longipalpa Collenette, 1938
- Euproctis lucifuga Lucas, 1892
- Euproctis lutea Fabricius, 1775
- Euproctis lyclene Swinhoe, 1904
- Euproctis mahafalensis Griveaud, 1973
- Euproctis mambara Bethune-Baker, 1908
- Euproctis marginalis Walker, 1855
- Euproctis marojejya Griveaud, 1973
- Euproctis meeki Bethune-Baker, 1904
- Euproctis melania
- Euproctis melanorrhanta Turner, 1931
- Euproctis melanosoma Butler, 1882
- Euproctis mycoides Collenette, 1930
- Euproctis nebulosa Rothschild, 1915
- Euproctis nigribasalis Swinhoe, 1903
- Euproctis niphobola Turner, 1902
- Euproctis novaguinensis Bethune-Baker, 1904
- Euproctis ochrea (Butler, 1878)
- Euproctis ochrocerca Collenette, 1932
- Euproctis ochroneura Turner, 1931
- Euproctis ochropleura Collenette, 1932
- Euproctis osuna Swinhoe, 1903
- Euproctis oxyptera Collenette, 1936
- Euproctis parallelaria Bethune-Baker, 1904
- Euproctis perixesta Collenette, 1954
- Euproctis piperita Oberthür, 1880
- Euproctis poliocerca Collenette, 1930
- Euproctis postbicolor Rothschild, 1915
- Euproctis pratti Bethune-Baker, 1904
- Euproctis producta Walker, 1863
- Euproctis pseudoarna Holloway, 1999
- Euproctis pulchra Bethune-Baker, 1908
- Euproctis purpureofasciata Wileman, 1914
- Euproctis pusillima Strand, 1912
- Euproctis putilla Saalmüller, 1884
- Euproctis pyraustis Meyrick, 1891
- Euproctis rotunda Bethune-Baker, 1908
- Euproctis sanguigutta Hampson, 1905
- Euproctis sarawacensis Talbot, 1926
- Euproctis schintlmagistri Holloway, 1999
- Euproctis scintillans Walker, 1856
- Euproctis seminigra Joicey & Talbot, 1916
- Euproctis semirufa Joicey & Talbot, 1917
- Euproctis similis (Fuessly, 1775)
- Euproctis squamosa Walker, 1855
- Euproctis stenobia Collenette, 1959
- Euproctis stenomorpha Turner, 1921
- Euproctis straminicolor Janse, 1915
- Euproctis subnobilis Snellen, 1881
- Euproctis tetrabalia Collenette, 1930
- Euproctis thiocosma Collenette, 1955
- Euproctis titania Butler, 1879
- Euproctis torasan (Holland, 1889)
- Euproctis trispila Turner, 1921
- Euproctis u-grisea Holloway, 1976
- Euproctis urbis Strand, 1925
- Euproctis venosa  (Moore, 1879)
- Euproctis virginea Bethune-Baker, 1904
- Euproctis virgo Swinhoe, 1903
- Euproctis virguncula Walker, 1955
- Euproctis viridoculata Holloway, 1976
- Euproctis wilemani Collenette, 1929
- Euproctis xuthoaria Collenette, 1955
- Euproctis xuthoptera Turner, 1921
- Euproctis xuthosterna Turner, 1924
- Euproctis yulei Bethune-Baker, 1904
- Euproctis zorodes Collenette, 1955

Liste d'espèces rencontrées en Europe
Selon Fauna Europaea (9 février 2014)
- Euproctis (Euproctis) chrysorrhoea (Linnaeus, 1758) - Bombyx cul brun
- Euproctis (Sphrageidus) similis (Fuessly, 1775) -  Bombyx cul doré